# Lista odcinków serialu Brooklyn 9-9
Poniżej znajduje się lista odcinków serialu telewizyjnego Brooklyn 9-9 – emitowanego przez amerykańską stację telewizyjną FOX od 17 września 2013 roku. W Polsce jest emitowany od 23 stycznia 2014 roku przez Canal+
| Sezon | Sezon | Odcinki      | Oryginalna emisja | Oryginalna emisja | Oryginalna emisja | Oryginalna emisja   | Oryginalna emisja |
| Sezon | Sezon | Odcinki      | Premiera sezonu   | Finał sezonu      | Premiera sezonu   | Finał sezonu        |                   |
| ----- | ----- | ------------ | ----------------- | ----------------- | ----------------- | ------------------- | ----------------- |
| 1     | 1     | 1–22 (22)    | 17 września 2013  | 25 marca 2014     | 23 stycznia 2014  | 19 czerwca 2014     |                   |
| 2     | 2     | 23–45 (23)   | 28 września 2014  | 17 maja 2015      | 12 maja 2015      | 28 lipca 2015       |                   |
| 3     | 3     | 46–68 (23)   | 27 września 2015  | 22 kwietnia 2016  | 26 lipca 2016     | 4 października 2016 |                   |
| 4     | 4     | 69–90 (22)   | 20 września 2016  | 23 maja 2017      | 3 stycznia 2017   | 25 lipca 2017       |                   |
| 5     | 5     | 91–112 (22)  | 26 września 2017  | 20 maja 2018      |                   |                     |                   |
| 6     | 6     | 113–130 (18) | 10 stycznia 2019  | 16 maja 2019      |                   |                     |                   |
| 7     | 7     | 131–143 (13) | 6 lutego 2020     | 23 kwietnia 2020  |                   |                     |                   |
| 8     | 8     | od 144       | 12 sierpnia 2021  | 16 września 2021  |                   |                     |                   |

## Sezon 1 (2013-2014)
| Nr | #  | Tytuł                     | Reżyseria               | Scenariusz                     | Premiera             | Premiera         |
| -- | -- | ------------------------- | ----------------------- | ------------------------------ | -------------------- | ---------------- |
| 1  | 1  | Pilot                     | Phil Lord, Chris Miller | Dan Goor, Michael Schur        | 17 września 2013     | 23 stycznia 2014 |
| 2  | 2  | The Tagger                | Craig Zisk              | Norm Hiscock                   | 24 września 2013     | 30 stycznia 2014 |
| 3  | 3  | The Slump                 | Julie Anne Robinson     | Prentice Penny                 | 1 października 2013  | 6 lutego 2014    |
| 4  | 4  | M.E. Time                 | Troy Miller             | Gil Ozeri                      | 8 października 2013  | 13 lutego 2014   |
| 5  | 5  | The Vulture               | Jason Ensler            | Laura McCreary                 | 15 października 2013 | 20 lutego 2014   |
| 6  | 6  | Halloween                 | Dean Holland            | Lesley Arfin                   | 22 października 2013 | 27 lutego 2014   |
| 7  | 7  | 48 Hours                  | Peter Lauer             | Luke Del Tredici               | 5 listopada 2013     | 6 marca 2014     |
| 8  | 8  | Old School                | Beth McCarthy-Miller    | Gabe Liedman                   | 12 listopada 2013    | 13 marca 2014    |
| 9  | 9  | Sal’s Pizza               | Craig Zisk              | Lakshmi Sundaram               | 19 listopada 2013    | 20 marca 2014    |
| 10 | 10 | Thanksgiving              | Jorma Taccone           | Luke Del Tredici               | 26 listopada 2013    | 27 marca 2014    |
| 11 | 11 | Christmas                 | Jake Szymanski          | Dan Goor                       | 3 grudnia 2013       | 3 kwietnia 2014  |
| 12 | 12 | Pontiac Bandit            | Craig Zisk              | Norm Hiscock, Lakshmi Sundaram | 7 stycznia 2014      | 10 kwietnia 2014 |
| 13 | 13 | The Bet                   | Julian Farino           | Laura McCreary                 | 14 stycznia 2014     | 17 kwietnia 2014 |
| 14 | 14 | The Ebony Falcon          | Michael Blieden         | Prentice Penny                 | 21 stycznia 2014     | 24 kwietnia 2014 |
| 15 | 15 | Operation: Broken Feather | Julie Anne Robinson     | Dan Goor, Mike Schur           | 2 lutego 2014        | 1 maja 2014      |
| 16 | 16 | The Party                 | Michael Engler          | Gil Ozeri, Gabe Liedman        | 4 lutego 2014        | 8 maja 2014      |
| 17 | 17 | Full Boyle                | Craig Zisk              | Norm Hiscock                   | 11 lutego 2014       | 15 maja 2014     |
| 18 | 18 | The Apartment             | Tucker Gates            | David Quandt                   | 25 lutego 2014       | 22 maja 2014     |
| 19 | 19 | Tactical Village          | Fred Goss               | Luke Del Tredici               | 4 marca 2014         | 29 maja 2014     |
| 20 | 20 | Fancy Brugdom             | Victor Nelli, Jr.       | Laura McCreary                 | 11 marca 2014        | 5 czerwca 2014   |
| 21 | 21 | Unsolvable                | Ken Whittingham         | Prentice Penny                 | 18 marca 2014        | 12 czerwca 2014  |
| 22 | 22 | Charges and Specs         | Akiva Schaffer          | Gabe Liedman, Gil Ozeri        | 25 marca 2014        | 19 czerwca 2014  |

## Sezon 2 (2014-2015)
7 marca 2014 roku, Fox oficjalnie zamówił drugą serię serialu.
| Nr | #  | Tytuł                      | Reżyseria            | Scenariusz                             | Premiera             | Premiera .      |
| --- | -- | -------------------------- | -------------------- | -------------------------------------- | -------------------- | --------------- |
| 23 | 1  | Undercover                 | Dean Holland         | Luke Del Tredici                       | 28 września 2014     | 12 maja 2015    |
| Misja Jake’a jako policjanta pod przykrywką kończy się sukcesem. Mężczyzna musi jednak wrócić do akcji po tym, jak jeden z gangsterów się wymyka. W ujęciu przestępcy pomaga mu Boyle. Holt testuje załogę serią ćwiczeń. Gina martwi się, że Boyle opowie Jake’owi o ich schadzkach. |    |                            |                      |                                        |                      |                 |
| 24 | 2  | Chocolate Milk             | Fred Goss            | Gabe Liedman                           | 5 października 2014  | 12 maja 2015    |
| Jake wtrąca się w sprawy Terry’ego, który zamierza poddać się wazektomii. Sierżant bardzo stresuje się decyzją o zabiegu, a zainteresowanie Jake’a doprowadza go do frustracji. Holt boi się o losy posterunku po tym, jak na inspekcję przychodzi jego dawna rywalka Madeleine Wuntch (Kyra Sedgwick), która wystawia krytyczną opinię o pracy jednostki. Boyle szuka partnerki, z którą mógłby pójść na wesele byłej żony. Rosa postanawia z nim pójść. |    |                            |                      |                                        |                      |                 |
| 25 | 3  | The Jimmy Jab Games        | Rebecca Asher        | Lakshmi Sundaram                       | 12 października 2014 | 19 maja 2015    |
| Policjanci rywalizują ze sobą podczas wyzwania Jimmy Jab Games. Nazwa ta pochodzi od błędnie wymówionego przez Peraltę nazwiska prezydenta Iranu. Jake stara się zdobyć numer telefonu do atrakcyjnej koleżanki Rosy. Holt zajmuje się sprawą pojawienia się nowego narkotyku o nazwie Gigglepig. |    |                            |                      |                                        |                      |                 |
| 26 | 4  | Halloween II               | Eric Appel           | Prentice Penny                         | 19 października 2014 | 19 maja 2015    |
| 27 | 5  | The Mole                   | Victor Nelli, Jr.    | Laura McCreary                         | 2 listopada 2014     | 26 maja 2015    |
| 28 | 6  | Jake and Sophia            | Michael McDonald     | Tricia McAlpin, David Phillips         | 9 listopada 2014     | 26 maja 2015    |
| 29 | 7  | Lockdown                   | Linda Mendoza        | Luke Del Tredici                       | 16 listopada 2014    | 2 czerwca 2015  |
| 30 | 8  | USPIS                      | Ken Whittingham      | Brian Reich                            | 23 listopada 2014    | 2 czerwca 2015  |
| 31 | 9  | The Road Trip              | Beth McCarthy-Miller | Brigitte Munoz-Liebowitz               | 30 listopada 2014    | 9 czerwca 2015  |
| 32 | 10 | The Pontiac Bandit Returns | Max Winkler          | Matt O’Brien                           | 7 grudnia 2014       | 9 czerwca 2015  |
| 33 | 11 | Stakeout                   | Tristram Shapeero    | Laura McCreary, Tricia McAlpin         | 14 grudnia 2014      | 16 czerwca 2015 |
| 34 | 12 | Beach House                | Tim Kirkby           | Lakshmi Sundaram & David Phillips      | 4 stycznia 2015      | 16 czerwca 2015 |
| 35 | 13 | Payback                    | Victor Nelli, Jr.    | Norm Hiscock, Brigitte Munoz-Liebowitz | 11 stycznia 2015     | 23 czerwca 2015 |
| 36 | 14 | Defense Rests              | Jamie Babbit         | Prentice Penny, Matt O’Brien           | 25 stycznia 2015     | 23 czerwca 2015 |
| 37 | 15 | Hostages                   | Craig Zisk           | Gabe Liedman                           | 8 lutego 2015        | 30 czerwca 2015 |
| 38 | 16 | The Wednesday Incident     | Claire Scanlon       | Laura McCreary                         | 15 lutego 2015       | 30 czerwca 2015 |
| 39 | 17 | Boyle-Linetti Wedding      | Dean Holland         | Matt O’Brien                           | 1 marca 2015         | 7 lipca 2015    |
| 40 | 18 | Captain Peralta            | Eric Appel           | Dan Goor                               | 8 marca 2015         | 7 lipca 2015    |
| 41 | 19 | Sabotage                   | Jay Karas            | Brian Reich                            | 15 marca 2015        | 14 lipca 2015   |
| 42 | 20 | AC/DC                      | Linda Mendoza        | Kylie Condon                           | 26 kwietnia 2015     | 14 lipca 2015   |
| 43 | 21 | Det. Dave Majors           | Michael McDonald     | Gabe Liedman, Lakshmi Sundaram         | 3 maja 2015          | 21 lipca 2015   |
| 44 | 22 | The Chopper                | Phil Traill          | Tricia McAlpin, David Phillips         | 10 maja 2015         | 21 lipca 2015   |
| 45 | 23 | Johnny and Dora            | Dean Holland         | Luke Del Tredici                       | 17 maja 2015         | 28 lipca 2015   |

## Sezon 3 (2015-2016)
18 stycznia 2015 roku, stacja FOX zamówiła 3 sezon serial
| Nr | #  | Tytuł             | Reżyseria         | Scenariusz                           | Premiera             | Premiera            |
| --- | -- | ----------------- | ----------------- | ------------------------------------ | -------------------- | ------------------- |
| 46 | 1  | New Captain       | Michael Schur     | Matt Murray                          | 27 września 2015     | 26 lipca 2016       |
| Nowym kapitanem posterunku okazuje się być Seth Dozerman (w tej roli Bill Hader), mężczyzna koncentrujący się tylko i wyłącznie na wydajności pracy. Amy i Jake ponoszą konsekwencje za publiczne okazywanie sobie uczuć. Holt i Gina rozpoczynają pracę w wydziale PR policji. Wuntch przydziela im trywialne, upokarzające zadanie. |    |                   |                   |                                      |                      |                     |
| 47 | 2  | The Funeral       | Claire Scanlon    | Luke Del Tredici                     | 4 października 2015  | 26 lipca 2016       |
| W związku z pogrzebem Dozermana, Amy i Jake obawiają się kolejnych zmian personalnych. Terry pomaga Holtowi w jego pracy w PR. Rosa i Gina próbują przekonać Charlesa, by zrezygnował ze starania się o względy koleżanki z pracy. |    |                   |                   |                                      |                      |                     |
| 48 | 3  | Boyle’s Hunch     | Trent O’Donnell   | Tricia McAlpin                       | 11 października 2015 | 2 sierpnia 2016     |
| Podczas pobytu w sądzie Boyle spotyka Genevieve (w tej roli Mary Lynn Rajskub). Zdaniem Jake’a, kobieta jest mu pisana. Genevieve ma jednak poważne kłopoty prawne i występuje w procesie jako oskarżona. W międzyczasie na posterunku Rosa tropi złodziejaszka wśród załogi, podczas gdy Holt prosi Amy o pomoc. |    |                   |                   |                                      |                      |                     |
| 49 | 4  | The Oolong Slayer | Michael McDonald  | Gabe Liedman                         | 18 października 2015 | 2 sierpnia 2016     |
| Podczas śledztwa dotyczącego seryjnego mordercy, Jake’a otrzymuje nieoficjalną pomoc od Holta. W międzyczasie Amy i Rosa konfrontują się z nowym przełożonym. Terry popada w nową obsesję. |    |                   |                   |                                      |                      |                     |
| 50 | 5  | Halloween III     | Michael McDonald  | David Phillips                       | 25 października 2015 | 9 sierpnia 2016     |
| Holt i Jake po raz trzeci przystępują do rywalizacji detektywów, tym razem o tytuł „niesamowitego detektywa/geniusza”. Ekipa posterunku zostaje podzielona na dwie drużyny, których kapitanami zostają Holt i Jake. Okazuje się, iż nie wszyscy chcą pracować dla kapitanów drużyn, dzięki czemu rywalizacja ma nieoczekiwany finał. |    |                   |                   |                                      |                      |                     |
| 51 | 6  | Into the Woods    | Linda Mendoza     | Andrew Guest                         | 8 listopada 2015     | 9 sierpnia 2016     |
| Jake, Charles i Terry wyjeżdżają na weekend do domku w lesie aby się odstresować. Miejsce pobytu okazuje się być w bardzo kiepskim stanie, mężczyznom doskwiera także brak jedzenia. W tym czasie na posterunku, Amy z pomocą Giny, próbują przekonać policję do zakupu produktu, który Amy wynalazła w dzieciństwie. Holt pomaga Rosie zerwać z Marcusem. |    |                   |                   |                                      |                      |                     |
| 52 | 7  | The Mattress      | Dean Holland      | Laura McCreary                       | 15 listopada 2015    | 16 sierpnia 2016    |
| Amy namawia Jake’a by kupił nowy materac, ponieważ stary jest bardzo niewygodny. Mężczyzna z powodu chytrości nie zamierza jednak nic kupować. Para przekonuje Holta, iż może razem ze sobą pracować, jednakże nieporozumienie w sprawie materaca odbija się negatywnie na ich pracy. Charles na parkingu zarysowuje niechlujnie zaparkowane auto Holta. Okazuje się, iż pojazd ma ogromną wartość sentymentalną dla kapitana. Rosa zajmuje się chłopakiem, któremu kiedyś pomagała wyjść na ludzi, mimo to popełnia on kolejne wykroczenie. |    |                   |                   |                                      |                      |                     |
| 53 | 8  | Ava               | Tristram Shapeero | Matt O’Brien                         | 22 listopada 2015    | 16 sierpnia 2016    |
| Będą w zaawansowanej ciąży żona Terry’ego – Sharon odwiedza komisariat. Jej mąż nie może się nią zająć, ponieważ jest w terenie, pracując nad sprawą morderstwa, wobec czego kobietą opiekuje się Jake. Sharon kategorycznie odmawia porodu w szpitalu, nawet po tym jak na posterunku odchodzą jej wody. Sytuację dodatkowo komplikuje ogromne zamieszanie w jednostce po tym, jak w budynku przestaje działać internet. |    |                   |                   |                                      |                      |                     |
| 54 | 9  | The Swedes        | Eric Appel        | Matt Murray                          | 6 grudnia 2015       | 23 sierpnia 2016    |
| Do Nowego Jorku przyjeżdża para szwedzkich policjantów: Soran (Anders Holm) oraz Agneta (Riki Lindhome), którzy wraz z Jakiem i Rosą mają pracować nad sprawą złodziei biżuterii. Całkowicie odmienny styl bycia Szwedów oraz ich wzajemna zażyłość wpływa na zawodowe relacje Jake’a i Rosy. W międzyczasie Holt prosi Charlesa, by był jego partnerem na turnieju squashu, z powodu nieobecności Kevina. Boyle obawia się, iż podczas gdy na wierzch może wyjść jego niekontrolowana zawziętość. Gina przygotowuje się do testu z astronomii, Amy i Terry postanawiają jej pomóc w nauce. Terry przyprowadza korepetytora, swojego kolegę z siłowni: Neila deGrasse Tysona.                     |    |                   |                   |                                      |                      |                     |
| 55 | 10 | Yippie Kayak      | Rebecca Asher     | Lakshmi Sundaram                     | 13 grudnia 2015      | 23 sierpnia 2016    |
| Jake twierdząc, iż szuka prezentu dla Amy, próbuje nabyć zaległy prezent dla Boyle’a z okazji Świąt Bożego Narodzenia. Podczas zakupów, w których towarzyszy mu Boyle i Gina, sklep zostaje napadnięty a pracownicy wzięci jako zakładnicy. Jake próbuje uratować sytuację, wdrażając w życie schemat z filmu Szklana Pułapka. Nieodzowna okazuje się być pomoc Terry’ego, który zostaje oderwany od świątecznego stołu. W tym samym czasie Amy próbuje dołączyć do Holta i Rosy w klubie morsów. |    |                   |                   |                                      |                      |                     |
| 56 | 11 | Hostage Situation | Max Winkler       | Phil Augusta Jackson                 | 5 stycznia 2016      | 30 sierpnia 2016    |
| Boyle pragnąc mieć dzieci, zwraca się do byłej żony Eleanor, u której zdeponował próbkę nasienia przed dokonaniem wazektomii. Kobieta warunkuje oddanie nasienia wykonaniem dla niej przysługi: oddalenia pozwu prawnego przeciw niej. Na posterunku Holt i Rosa muszą prosić o pomoc Ginę by przesłuchała podejrzanego. Amy potrzebuje służbowej rekomendacji od Terry’ego, jednakże przypadkowo łamie mu nos. |    |                   |                   |                                      |                      |                     |
| 57 | 12 | 9 Days            | Dean Holland      | Justin Noble                         | 19 stycznia 2016     | 30 sierpnia 2016    |
| Holt i Jake zostają zarażeni świnką. Mężczyźni muszą przejść kwarantannę, która odbywa się w domu Holta. Pomimo ciężkiej choroby detektywi próbują pracować nad sprawą kryminalną, jednakże ich wysiłki spełzają na niczym ze względu na zły stan zdrowia i konieczność przyjmowania bardzo silnych leków. Mężczyznami z doskoku zajmuje się Amy, która przynosi im jedzenie. W międzyczasie na posterunku Charles przeżywa żałobę po śmierci swojego psa. Terry stawia czoło bałaganowi Hitchcocka i Scully’ego. |    |                   |                   |                                      |                      |                     |
| 58 | 13 | The Cruise        | Michael Spiller   | Tricia McAlpin                       | 26 stycznia 2016     | 6 września 2016     |
| Jake i Amy spędzają wakacje na statku wycieczkowym. Oboje mają odmienne plany na spędzenie wolnego czasu, jednakże po dostrzeżeniu na statku Douga Judy’ego (The Pontiac Bandit) skupiają się na tym by go w końcu zaaresztować. Judy prosi ich o ochronę, ponieważ uważa iż na statku grasuje płatny morderca, który ma go zabić. W międzyczasie na posterunku Holt próbuje uniknąć spotkania się ze swoją siostrą Debbie (w tej roli Niecy Nash). Rosa i Charles rywalizują o mieszkanie, które jest gotowe do wynajmu po śmierci poprzedniej lokatorki. |    |                   |                   |                                      |                      |                     |
| 59 | 14 | Karen Peralta     | Bruce McCulloch   | Alison Agosti, Gabe Liedman          | 2 lutego 2016        | 6 września 2016     |
| Amy denerwuje się, ponieważ jest zaproszona na kolację do matki Jake’a – Karen (Katey Sagal). Stres Amy schodzi na drugi plan, kiedy na miejscu okazuje się, iż Karen zeszła się z Rogerem, ojcem Jake’a. Rosa i Charles uczestniczą w akcji przeciwko przestępcom narkotykowym z pomocą kamery montowanej na klatce piersiowej. Zamontowana kamera doprowadza do kłopotliwej dla Boyle’a sytuacji. Holt organizuje dla załogi grę w Escape roomie, okazuje się jednak iż Gina zapomniała poinformować o wydarzeniu całej ekipy, w związku z czym w grze biorą udział tylko ona, Holt, Hitchcock i Scully.                                                                                        |    |                   |                   |                                      |                      |                     |
| 60 | 15 | The 9-8           | Nisha Ganatra     | David Phillips                       | 9 lutego 2016        | 13 września 2016    |
| Z powodu awarii hydraulicznej ekipa 9-8 musi pracować na posterunku 9-9, przez co warunki pracy robią się bardzo ciężkie. Jake wśród członków 9-8 rozpoznaje swojego dawnego partnera, Steve’a (Damon Wayans, Jr.), z którym w dalszym ciągu świetnie się dogaduje, co budzi zazdrość u Boyle’a. |    |                   |                   |                                      |                      |                     |
| 61 | 16 | House Mouses      | Claire Scanlon    | Andrew Guest                         | 16 lutego 2016       | 13 września 2016    |
| Jake oddaje swoją sprawę dotyczącą narkotyków Hitchcockowi i Scully’emu aby zając się wraz z Charlesem sprawą osoby, którą Holt określił mianem celebryty. Okazuje się, iż owym celebrytą jest oboista, znany wąskiej grupie osób, podczas gdy sprawa narkotykowa jest bardzo niebezpieczna, co naraża podstarzałych policjantów na niebezpieczeństwo. W międzyczasie wychodzi na jaw, iż Rosa nigdy nie oddawała krwi ponieważ boi się igieł. Gina i Amy usiłują wyleczyć koleżankę z lęku. |    |                   |                   |                                      |                      |                     |
| 62 | 17 | Adrian Pimento    | Maggie Carey      | Luke Del Tredici                     | 23 lutego 2016       | 20 września 2016    |
| Do pracy na posterunku wraca Adrian Pimento, który pozostawił policjantem pod przykrywką przez 12 lat, próbując rozpracować mafiozę Jimmy’ego „Rzeźnika” Figgisa. Pomimo iż Adrian przejawia syndromy zespołu stresu pourazowego, Jake bardzo chce z nim współpracować. Holt prosi Ginę by nagrała filmik pokazujący codzienną pracę posterunku. Detektywi zmagają się ze śmieciami i brudem po tym jak sprzątaczka, nazywana wredną Marge (Kate Flannery) zaczyna strajkować, będąc uprzednio obrażoną przez Boyle’a. |    |                   |                   |                                      |                      |                     |
| 63 | 18 | Cheddar           | Alex Reid         | Jessica Polonsky                     | 1 marca 2016         | 20 września 2016    |
| Amy i Jake zachęcają Holta by poleciał do Paryża odwiedzić swojego męża Kevina, oferują także iż pod nieobecność kapitana zadbają o jego dom. Pobyt ekipy Nine-Nine w domu kapitana okazuje się mieć katastroficzne skutki, z mieszkania ucieka także pies Kevina, Cheddar. Policjanci podejmują wysiłki by odnaleźć zwierzaka przed powrotem szefa. W międzyczasie okazuje się, iż Rosa i Pimento mają się ku sobie. |    |                   |                   |                                      |                      |                     |
| 64 | 19 | Terry Kitties     | Michael McDonald  | Phil Augusta Jackson, Tricia McAlpin | 15 marca 2016        | 27 września 2016    |
| Terry z pomocą Jake’a pracuje nad swoją starą sprawą, aby zaimponować policjantom z poprzedniego miejsca pracy. Pimento wprowadza się do Charlesa. Amy dołącza do Rosy i Holta biorących udział w trudnych ćwiczeniach. |    |                   |                   |                                      |                      |                     |
| 65 | 20 | Paranoia          | Payman Benz       | Gabe Liedman                         | 29 marca 2016        | 27 września 2016    |
| Po bardzo krótkiej znajomości, Adrian i Rosa oznajmiają iż zamierzają się pobrać za tydzień. Amy, Gina i Charles rywalizują by wyprawić koleżance najlepszy wieczór panieński. Z kolei Jake wynajmuje party-bus na wieczór kawalerski Pimento, na pokładzie którego gości Hitchcock, Scully oraz niechętny imprezie Terry. Impreza kończy się, kiedy ktoś próbuje zabić Pimento. Aby ochronić Adriana, koledzy fingują jego śmierć. Okazuje się, iż w atak zamieszany jest ktoś z FBI. Pimento aby przeżyć musi zniknąć, do czasu schwytania Figgisa oraz jego wtyki. |    |                   |                   |                                      |                      |                     |
| 66 | 21 | Maximum Security  | Victor Nelli, Jr. | Laura McCreary                       | 5 kwietnia 2016      | 4 października 2016 |
| Aby zmylić wtykę Figgisa, odbywa się fikcyjny pogrzeb Pimento, który upozorował swoją śmierć. Rosa pracując pod przykryciem i udając ciąże, zostaje umieszczona w więzieniu w Teksasie, po to by wydobyć informacje od siostry Figgisa, Maury (Aida Turturro). Jake i Charles udają więziennych ginekologów, aby móc kontaktować się z detektyw Diaz. Rosie nie udaje się utrzymać kamuflażu i musi zostać zastąpiona przez Amy. |    |                   |                   |                                      |                      |                     |
| 67 | 22 | Bureau            | Ryan Case         | David Phillips, Alison Agosti        | 12 kwietnia 2016     | 4 października 2016 |
| Po tym jak jednostka odkrywa kto w FBI pracuje dla Figgisa, Holt, Jake i Rosa planują dostać się do siedziby tej organizacji by wykraść akta personalne kreta. Holt wciąga w sprawę swojego dawnego partnera, Boba (Dennis Haysbert). Po udanej akcji, informator Figgisa zostaje postrzelony i w stanie krytycznym trafia do szpitala. Przy mężczyźnie zostaje Bob oraz Holt, podczas gdy Jake kontaktuje się z Amy. Kobieta przekazuje mu informację, iż Bob jest człowiekiem Figgisa. |    |                   |                   |                                      |                      |                     |
| 68 | 23 | Greg and Larry    | Dan Goor          | Andrew Guest, Phil Augusta Jackson   | 19 kwietnia 2016     | 4 października 2016 |
| Bob zabija informatora Figgisa oraz bierze Holta za zakładnika, przetrzymując go na dachu szpitala. Jednostce udaje jednak się schwytać Boba i odbić Holta. Pojmany mężczyzna zostaje zawieziony do mieszkania Rosy, podczas gdy Amy i Boyle wracają Teksasu. Jednostce udaje się oszukać Boba, w wyniku czego przejmują oni dokumenty, dzięki którym będą mogli zaaresztować Figgisa. Sam gangster pozostaje jednak ciągle na wolności. Nine-Nine mimo to świętuje zakończenie sprawy. Figgis dzwoni do Jake’a, grożąc jemu i Holtowi śmiercią. Policjanci zostają objęci programem ochrony świadków i wywiezieni na Florydę, gdzie pod fikcyjnymi personaliami zostają sąsiadami w Coral Palms. |    |                   |                   |                                      |                      |                     |

## Sezon 4 (2016-2017)
W marcu 2016 roku, stacja FOX ogłosiła przedłużenie serialu o czwarty sezon
| Nr | #  | Tytuł                 | Reżyseria            | Scenariusz                        | Premiera             | Premiera         |
| --- | -- | --------------------- | -------------------- | --------------------------------- | -------------------- | ---------------- |
| 69 | 1  | Coral Palms Part 1    | Michael McDonald     | Dan Goor                          | 20 września 2016     | 3 stycznia 2017  |
| Pół roku po tym jak próbowano zabić Holta i Jake’a obaj przebywają w programie ochronie świadków na Florydzie, kontaktując się jedynie z lokalną Panią Szeryf, Karen Haas. Pragnąc przyśpieszyć bieg wydarzeń, mężczyźni wypuszczają do sieci wideo viralowe, po to by wywabić Figgisa z ukrycia. |    |                       |                      |                                   |                      |                  |
| 70 | 2  | Coral Palms Part 2    | Trent O’Donnell      | Tricia McAlpin                    | 27 września 2016     | 3 stycznia 2017  |
| Jake i Holt zostają aresztowani przez miejscowego szeryfa po tym, jak próbują nielegalnie nabyć broń. Figgis ogląda viralowe wideo i porywa Karen Haas. Holt i Jake uciekają z aresztu i wzywają na pomoc jednostkę 9-9. Na Brooklynie nowym kapitanem zostaje C. J. (w tej roli Ken Marino), który pozwala załodze na wszystko, spełniając ich zachcianki. Amy stara się interweniować i zmusić nowego kapitana by był bardziej stanowczy. Działania te przynoszą odwrotny skutek, ponieważ C. J. ucząc się odmawiać, zabrania załodze jechać na Florydę by pomóc Jake’owi i Holtowi. Drużyna 9-9 decyduje się jednak jechać pomimo zakazu. |    |                       |                      |                                   |                      |                  |
| 71 | 3  | Coral Palms Part 3    | Payman Benz          | Justin Noble                      | 4 października 2016  | 10 stycznia 2017 |
| Jake i Holt ukrywają się przed policją. W międzyczasie na Florydę przyjeżdżają posiłki z Nine-Nine. Drużyna próbuje wywabić Figgisa (w tej roli Eric Roberts) z ukrycia, poprzez wizytę w The Fun Zone. Gina opiekuje się Holtem, który jest ranny w nogę. Figgis połyka przynętę i wychodzi z ukrycia. Dochodzi do konfrontacji pomiędzy nim i policjantami z Nine-Nine. Sprawy się komplikują, ale ostatecznie mężczyzna zostaje powstrzymany dopiero przez ciężarówkę prowadzoną przez Ginę, w której znajduje się także Holt. Po powrocie do Nowego Jorku, wszyscy uczestniczy wypadu na Florydę zostają ukarani przez C. J. zesłaniem na nocną zmianę. |    |                       |                      |                                   |                      |                  |
| 72 | 4  | The Night Shift       | Tristram Shapeero    | Matt Murray                       | 11 października 2016 | 10 stycznia 2017 |
| Cross-over z serialem Jess i chłopaki. Jake i Charles pracując na nocnej zmianie próbują rozwiązać sprawę. Przeszkadza im brak wsparcia, ze strony kolegów pracujących w nocy. Charles opiekuje się chłopcem, którego adoptował. Nikolaj pochodzi z Łotwy, w związku z tym kontakt z nim jest ograniczony. Jake próbuje samodzielnie dokończyć sprawę pracując także w dzień, goniąc sprawcę napotyka Jessicę Day (z serialu Jess i chłopaki graną przez Zooey Deschanel), która oferuje mu podwózkę. Holt na swój specyficzny sposób próbuje podnieść morale zespołu. Amy zauważa, iż Rosa jest podminowana. Okazuje się, iż kobieta tęskni za Pimento, który ciągle jeszcze nie wrócił z programu ochrony świadków. |    |                       |                      |                                   |                      |                  |
| 73 | 5  | Halloween IV          | Clair Scanlon        | Phil Augusta Jackson              | 18 października 2016 | 17 stycznia 2017 |
| W czwartej odsłonie halloweenowej rywalizacji o tytuł najlepszego detektywa/geniusza Holt bierze do swojego zespołu Charlesa, aby osłabić Jake’a. Terry nie przystępuje do rywalizacji tłumacząc się nawałem pracy. Pozostali traktują jego deklarację jako zasłonę dymną i wyznaczają Hitchcocka i Scully’ego by pilnowali czy Terry nie zamierza potajemnie włączyć się do gry. Kiedy rywalizacja dobiega końca, okazuje się, iż wszystkie zespoły zostały pokonane przez nieoczekiwanego zwycięzcę. |    |                       |                      |                                   |                      |                  |
| 74 | 6  | Monster in the Closet | Nisha Ganatra        | Andrew Guest                      | 15 listopada 2016    | 17 stycznia 2017 |
| Pimento pojawia się w szafie Nikolaja, wywołując u chłopca przerażenie i poirytowanie u Charlesa. Mężczyzna spotyka się także z Rosą na posterunku. Po kilku chwilach spędzonych na osobności, para ogłasza iż za 14 godzin zamierza wziąć ślub. Amy ma za zadanie przygotować wesele. Pimento prosi Jake’a by pojechał z nim w długą drogę do lombardu, w którym zastawił kolczyki babci. Mężczyzna zamierza je oferować Rosie jako prezent ślubny. Jake zgadza się jechać, jednakże prosi Ginę by mu towarzyszyła. Na miejscu okazuje się, iż lombard został spalony, Pimento i Gina uważają iż jest to znak opatrzności by nie brać ślubu. Jake zaś proponuje odnalezienie kluczyków. Cała trójka trafia do właścicielki lombardu. Okazuje się, iż kobieta okradła swój biznes, a następnie sama podłożyła ogień. Aby odzyskać kolczyki Jake, Gina i Pimento dokonują włamania do domu kobiety. Wracając z kolczykami samochód Jake’a ulega awarii, co według Pimento i Giny jest kolejnym znakiem opatrzności przeciwko braniu ślubu. Ostatecznie jednak udaje im się dostać do Nowego Jorku za pomocą awionetki, która Pimento pilotuje. W międzyczasie przygotowania do ślubu idą bardzo źle. Rosa upija siebie, Charlesa, Terry’ego oraz Holta. Nieoczekiwanie, najlepiej radzą sobie Hitchcock i Scully, którzy odpowiadają za przygotowanie krzeseł. Ślub nie dochodzi jednak do skutku, ze względu na fakt iż Rosa z Pimento dochodzą do wniosku, iż pośpiech nie jest właściwy. Para postanawia się najpierw lepiej poznać. |    |                       |                      |                                   |                      |                  |
| 75 | 7  | Mr. Santiago          | Alex Reid            | Neil Campbell                     | 22 listopada 2016    | 24 stycznia 2017 |
| Z okazji Święta Dziękczynienia do Nowego Jorku przyjeżdża Victor Santiago (w tej roli Jimmy Smits), były policjant, ojciec Amy, który ma przy okazji święta poznać Jake’a. Peralta chcąc dobrze wypaść, zakłada segregator, w którym zbiera wszystkie informacje na temat Victora. Okazuje się, iż Victor prowadzi podobny segregator na temat Jake’a. Mężczyzn zbliża jednak śledztwo nad starą, nierozwiązaną sprawą Victora. Holt pożycza Pimento 2000 dolarów na kurs detektywistyczny. Adrian zamiast na kurs, wpłaca pieniądze u bukmachera, obstawiając wystawę psów, którą ogląda Holt. |    |                       |                      |                                   |                      |                  |
| 76 | 8  | Skyfire Cycle         | Michael McDonald     | David Phillips                    | 29 listopada 2016    | 24 stycznia 2017 |
| Na komisariat zgłasza się pisarz D.C. Parlov, który jest idolem Terry’ego od czasów jego dzieciństwa. Parlov twierdzi, iż ktoś wysyła mu pogróżki. Detektywi pracujący nad tą sprawą, znajdują jej drugie dno. W międzyczasie Holt sprzecza się z Kevinem na temat Paradoksu Monty’ego Halla. Amy próbuje wytłumaczyć Holtowi na czym polega ów paradoks, podczas Rosa twierdzi, iż problem leży nie w zagadce matematycznej, ale w tym iż Holt spędza za mało czasu ze swoim mężem. Gina próbuje przekonać rodzinę Boylów, by kolejne rodzinne wakacje spędzić na Arubie, a nie w Iowa. Okazuje się, iż nowa członkini rodziny ma większą moc przekonywania aniżeli Charles. |    |                       |                      |                                   |                      |                  |
| 77 | 9  | The Overmining        | Dean Holland         | Luke Del Tredici                  | 6 grudnia 2016       | 31 stycznia 2017 |
| Kapitan C. J. gubi ważny dowód w sprawie. Jake uważa, iż zostanie za to zwolniony, dzięki czemu ekipa z nocnej zmiany wróci na dzienną. Holt przekonuje jednak podwładnego by pomóc C. J’owi. Okazuje się, iż nowy kapitan dziennej zmiany marzy o przeniesieniu do akademii policyjnej, a ewentualny sukces może mu to ułatwić. Terry walczy ze zjawiskiem nadmiernego zużycia prądu na posterunku. Gina robiąc mu na złość, przynosi do pracy kilka farelek. Charles zabiera Rosę do salonu masażu stóp. |    |                       |                      |                                   |                      |                  |
| 78 | 10 | Captain Latvia        | Jaffar Mahmood       | Matt Lawton                       | 13 grudnia 2016      | 31 stycznia 2017 |
| Pracownicy Nine-Nine biorą udział w corocznym konkursie śpiewania kolęd, próbując pokonać reprezentację nowojorskiego MTA (rozbudowany odpowiednik polskiego MPK). W międzyczasie Boyle stresuje się tym, iż zamówiona na Łotwie zabawka dla Nikolaja nie dojdzie przed świętami. Mężczyzna prosi Jake’a o pomoc w namierzeniu przesyłki. Szukając zabawki detektywi przypadkowo natrafiają na łotewską organizację przestępczą. |    |                       |                      |                                   |                      |                  |
| 79 | 11 | The Fugitive Part 1   | Rebecca Asher        | Carol Kolb                        | 1 stycznia 2017      | 27 czerwca 2017  |
| Dziewięciu przestępców ucieka z więziennego busa i wsiąka w ulice Brooklynu. Amy i Jake zakładają się o to, które z nich złapie więcej zbiegów. Stawką zakładu jest wprowadzenie do mieszkania zwycięzcy. Amy bierze do pomocy Boyle’a a Jake Terry’ego. Przy wyniku 4:4 Jake daje Amy wygrać, jednakże okazuje iż ostatni ze zbiegów to przybrany brat Douga Judy’ego. |    |                       |                      |                                   |                      |                  |
| 80 | 12 | The Fugitive Part 2   | Ryan Case            | Justin Noble, Jessica Polonsky    | 1 stycznia 2017      | 27 czerwca 2017  |
| Jake współpracuje z Dougiem Judym, tworząc z nim duet mający za zadanie złapać ostatniego ze zbiegów. Doug ma obiecaną amnestię w zamian za pomoc policji. Współpraca pomiędzy byłymi przeciwnikami układa się bardzo dobrze. Doug udaje przed Holtem i Jakiem, iż ponownie ich ograł, po to by uśpić czujność poszukiwanego przestępcy i doprowadzić do jego aresztowania. Gina i Amy uczą Charlesa poprawnego SMSowania. Odcinek kończy się cliffhangerem: Gina ucząc Boyle’a zostaje przejechana przez autobus. |    |                       |                      |                                   |                      |                  |
| 81 | 13 | The Audit             | Beth McCarthy Miller | Carly Hallam Tosh                 | 11 kwietnia 2017     | 27 czerwca 2017  |
| 82 | 14 | Serve & Protect       | Michael Schur        | Andrew Guest, Alexis Wilkinson    | 18 kwietnia 2017     | 4 lipca 2017     |
| 83 | 15 | The Last Ride         | Linda Mendoza        | David Phillips                    | 25 kwietnia 2017     | 4 lipca 2017     |
| 84 | 16 | Moo Moo               | Maggie Carey         | Phil Augusta Jackson              | 2 maja 2017          | 11 lipca 2017    |
| 85 | 17 | Cop-Con               | Giovani Lampassi     | Andy Gosche                       | 9 maja 2017          | 11 lipca 2017    |
| 86 | 18 | Chasing Amy           | Luke Del Tredici     | Matt Lawton                       | 9 maja 2017          | 18 lipca 2017    |
| 87 | 19 | Your Honor            | Michael McDonald     | David Phillips, Carly Hallam Tosh | 16 maja 2017         | 18 lipca 2017    |
| 88 | 20 | The Slaughterhouse    | Victor Nelli Jr.     | Neil Campbell                     | 16 maja 2017         | 25 lipca 2017    |
| 89 | 21 | The Bank Job          | Matthew Nodella      | Carol Kolb                        | 23 maja 2017         | 25 lipca 2017    |
| 90 | 22 | Crime and Punishment  | Dan Goor             | Justin Noble, Jessica Polonsky    | 23 maja 2017         | 25 lipca 2017    |

## Sezon 5 (2017-2018)
13 maja 2017 roku, stacja FOX ogłosiła przedłużenie serialu o piąty sezon.
| Nr | #  | Tytuł               | Reżyseria            | Scenariusz                      | Premiera             | Premiera |
| --- | -- | ------------------- | -------------------- | ------------------------------- | -------------------- | -------- |
| 91 | 1  | The Big House Pt. 1 | Tristram Shapeero    | Luke Del Tredici                | 26 września 2017     |          |
| Peralta zostaje osadzony w więzieniu, gdzie dzieli celę (w bloku specjalnym) z mordercą-kanibalem. Jake chcąc zdobyć telefon komórkowy, szmugluje chińskie zupki o smaku gulaszowym dla szefa więziennego gangu – Jeffa Romero (w tej roli Lou Diamond Phillips). Przemyt zupek zostaje dostrzeżony przez służby więzienne, za co Peralta zostaje przeniesiony na blok ogólny. Rosa odsiaduje karę w żeńskim więzieniu. Holt i Terry podczas odwiedzin, proszą ją o zrobienie listy zadań do wykonania, które chciała by im zlecić.                                                                                             |    |                     |                      |                                 |                      |          |
| 92 | 2  | The Big House Pt. 2 | Michael McDonald     | Justin Noble                    | 3 października 2017  |          |
| Aby przetrwać, Jake zostaje więziennym donosicielem pracującym dla naczelnika (w tej roli Toby Huss). Peralta odkrywa w jaki sposób Romero przemyca narkotyki, o czym donosi naczelnikowi. W międzyczasie z policjantami z Nine-Nine kontaktuje się gangster Seamus Murphy (w tej roli Paul Adelstein), który oferuje pomoc w ujęciu Hawkins i tym samym oczyszczenie Jake’a i Rosy. W więzieniu Romero wydaje na Peraltę wyrok śmierci, policjant zostaje jednak w porę uwolniony po tym jak dochodzi do aresztowania Hawkins.                                                                                                 |    |                     |                      |                                 |                      |          |
| 93 | 3  | Kicks               | Eric Appel           | Andrew Guest                    | 10 października 2017 |          |
| Po powrocie do pracy, Jake zostaje przydzielony do pracy biurowej, która mu nie odpowiada. Mężczyzna prosi kapitana o przydzielenie do pracy w terenie. Holt oświadcza, iż po przerwie w wykonywaniu zawodu, Peralta musi przejść egzamin praktyczny. Kapitan zamierza samodzielnie przeprowadzić ten egzamin, obserwując Jake podczas pracy nad sprawą kradzieży adidasów ze sklepu obuwniczego. Podczas śledztwa, Jake ma wątpliwości czy potrafi w dalszym ciągu pracować jako detektyw. Rosa podejrzewa Adriana o zdradę. Pomimo iż jej podejrzenia nie okazują się uzasadnione, kobieta postanawia zakończyć swój związek. |    |                     |                      |                                 |                      |          |
| 94 | 4  | HalloVeen           | Jamie Babbit         | Dan Goor                        | 17 października 2017 |          |
| Podczas piątej edycji konkursu halloweenowego, pracownicy posterunku rywalizują o pas czempiona z napisem „niesamowity człowiek/geniusz”. Podobnie jak w poprzednich edycjach zabawy, dochodzi do wzajemnych zdrad pomiędzy rywalizującymi. Zabawa ostatecznie zostaje nierozstrzygnięta po tym, jak tuż przed wyłonieniem zwycięzcy Jake oświadcza się Amy. |    |                     |                      |                                 |                      |          |
| 95 | 5  | Bad Beat            | Kat Coiro            | Carol Kolb                      | 7 listopada 2017     |          |
| Jake, Terry i Holt pracują nad sprawą powiązaną z nielegalnym hazardem. Podczas działań operacyjnych, okazuje się, iż Holt w przeszłości był uzależniony od hazardu. Podczas rozwiązywania sprawy, kapitan wraca do nałogu. W międzyczasie Rosa podejmuje wyzwanie Hitchcocka i Scully’ego polegające na tym, kto najdłużej wytrzyma siedząc na krześle. Boyle namawia Amy do wspólnego interesu, polegającego na kupnie food-trucka. |    |                     |                      |                                 |                      |          |
| 96 | 6  | The Venue           | Cortney Carrillo     | Matt Lawton                     | 14 listopada 2017    |          |
| 97 | 7  | Two Turkeys         | Alex Reid            | David Phillips                  | 21 listopada 2017    |          |
| 98 | 8  | Return to Skyfire   | Linda Mendoza        | Neil Campbell                   | 28 listopada 2017    |          |
| 99 | 9  | 99                  | Payman Benz          | Andy Bobrow                     | 5 grudnia 2017       |          |
| 100 | 10 | Game Night          | Tristram Shapeero    | Justin Noble, Carly Hallam Tosh | 12 grudnia 2017      |          |
| 101 | 11 | The Favor           | Victor Nelli Jr.     | Aeysha Carr                     | 12 grudnia 2017      |          |
| 102 | 12 | Safe House          | Nisha Ganatra        | Andy Gosche                     | 18 marca 2018        |          |
| 103 | 13 | The Negotiation     | Linda Mendoza        | Phil Augusta Jackson            | 25 marca 2018        |          |
| 104 | 14 | The Box             | Claire Scanlon       | Luke Del Tredici                | 1 kwietnia 2018      |          |
| 105 | 15 | The Puzzle Master   | Akiva Schaffer       | Lang Fisher                     | 8 kwietnia 2018      |          |
| 106 | 16 | NutriBoom           | Trent O’Donnell      | David Phillips                  | 15 kwietnia 2018     |          |
| 107 | 17 | DFW                 | Jaffar Mahmood       | Jeff Topolski                   | 15 kwietnia 2018     |          |
| 108 | 18 | Gray Star Mutual    | Giovani Lampassi     | Jessica Polonsky                | 22 kwietnia 2018     |          |
| 109 | 19 | Bachelor/ette Party | Beth McCarthy Miller | Carly Hallam Tosh               | 29 kwietnia 2018     |          |
| 110 | 20 | Show Me Going       | Maggie Carey         | Phil Augusta Jackson            | 6 maja 2018          |          |
| 111 | 21 | White Whale         |                      |                                 | 13 maja 2018         |          |
| 112 | 22 | Jake & Amy          | Dan Goor             | Dan Goor, Luke Del Tredici      | 20 maja 2018         |          |

## Sezon 6 (2019)
| Nr  | #  | Tytuł                 | Reżyseria            | Scenariusz                   | Premiera         | Premiera |
| --- | -- | --------------------- | -------------------- | ---------------------------- | ---------------- | -------- |
| 113 | 1  | Honeymoon             | Giovani Lampassi     | Neil Campbell                | 10 stycznia 2019 |          |
| 114 | 2  | Hitchcock & Scully    | Cortney Carrillo     | Lang Fisher                  | 17 stycznia 2019 |          |
| 115 | 3  | The Tattler           | Jennifer Arnold      | David Phillips               | 24 stycznia 2019 |          |
| 116 | 4  | Four Movements        | Luke Del Tredici     | Phil Augusta Jackson         | 31 stycznia 2019 |          |
| 117 | 5  | A Tale of Two Bandits | Cortney Carrillo     | Luke Del Tredici             | 7 lutego 2019    |          |
| 118 | 6  | The Crime Scene       | Michael McDonald     | Justin Noble                 | 14 lutego 2019   |          |
| 119 | 7  | The Honeypot          | Phil Augusta Jackson | Carol Kolb                   | 21 lutego 2019   |          |
| 120 | 8  | He Said, She Said     | Stephanie Beatriz    | Lang Fisher                  | 28 lutego 2019   |          |
| 121 | 9  | The Golden Child      | Claire Scanlon       | Neil Campbell                | 7 marca 2019     |          |
| 122 | 10 | Gintars               | Linda Mendoza        | Andy Gosche                  | 14 marca 2019    |          |
| 123 | 11 | The Therapist         | Rebecca Addelman     | Jeff Topolski                | 21 marca 2019    |          |
| 124 | 12 | Casecation            | Beth McCarthy-Miller | Luke Del Tredici             | 11 kwietnia 2019 |          |
| 125 | 13 | The Bimbo             | Joe Lo Truglio       | Paul Welsh & Madeline Walter | 18 kwietnia 2019 |          |
| 126 | 14 | Ticking Clocks        | Payman Benz          | Carol Kolb                   | 25 kwietnia 2019 |          |
| 127 | 15 | Return of the King    | Melissa Fumero       | Phil Augusta Jackson         | 2 maja 2019      |          |
| 128 | 16 | Cinco de Mayo         | Rebecca Asher        | David Phillips               | 9 maja 2019      |          |
| 129 | 17 | Sicko                 | Matthew Nodella      | Justin Noble                 | 16 maja 2019     |          |
| 130 | 18 | Suicide Squad         | Dan Goor             | Dan Goor & Luke Del Tredici  | 16 maja 2019     |          |

## Sezon 7 (2020)
| Nr  | #  | Tytuł                  | Reżyseria        | Scenariusz                      | Premiera         | Premiera |
| --- | -- | ---------------------- | ---------------- | ------------------------------- | ---------------- | -------- |
| 131 | 1  | Manhunter              | Cortney Carrillo | David Phillips                  | 6 lutego 2020    |          |
| 132 | 2  | Captain Kim            | Luke Del Tredici | Carol Kolb                      | 6 lutego 2020    |          |
| 133 | 3  | Pimento                | Michael McDonald | Justin Noble                    | 13 lutego 2020   |          |
| 134 | 4  | The Jimmy Jab Games II | Neil Campbell    | Vanessa Ramos                   | 20 lutego 2020   |          |
| 135 | 5  | Debbie                 | Claire Scanlon   | Marcy Jarreau                   | 27 lutego 2020   |          |
| 136 | 6  | Trying                 | Kim Nguyen       | Evan Susser, Van Robichaux      | 5 marca 2020     |          |
| 137 | 7  | Ding Dong              | Claire Scanlon   | Jess Dweck                      | 12 marca 2020    |          |
| 138 | 8  | The Takeback           | Michael McDonald | Dewayne Perkins                 | 19 marca 2020    |          |
| 139 | 9  | Dillman                | Kyra Sedgwick    | Paul Welsh, Madeline Walter     | 26 marca 2020    |          |
| 140 | 10 | Admiral Peralta        | Linda Mendoza    | Neil Campbell                   | 2 kwietnia 2020  |          |
| 141 | 11 | Valloweaster           | Matthew Nodella  | Luke Del Tredici, Jeff Topolski | 9 kwietnia 2020  |          |
| 142 | 12 | Ransom                 | Rebecca Asher    | Nick Perdue, Beau Rawlins       | 16 kwietnia 2020 |          |
| 143 | 13 | Lights Out             | Dan Goor         | Dan Goor, Luke Del Tredici      | 23 kwietnia 2020 |          |

## Sezon 8 (2021)
| Nr  | #  | Tytuł                | Reżyseria        | Scenariusz                          | Premiera         | Premiera |
| --- | -- | -------------------- | ---------------- | ----------------------------------- | ---------------- | -------- |
| 144 | 1  | The Good Ones        | Cortney Carrillo | David Phillips, Dewayne Perkins     | 12 sierpnia 2021 |          |
| 145 | 2  | The Lake House       | Kevin Bray       | Neil Campbell, Marcy Jarreau        | 12 sierpnia 2021 |          |
| 146 | 3  | Blue Flu             | Claire Scanlon   | Carol Kolb, April Quioh             | 19 sierpnia 2021 |          |
| 146 | 3  | Blue Flu             | Claire Scanlon   | Carol Kolb, April Quioh             | 19 sierpnia 2021 |          |
| 147 | 4  | Balancing            | Daniella Eisman  | Evan Susser, Van Robichaux          | 19 sierpnia 2021 |          |
| 148 | 5  | PB & J               | Gail Mancuso     | Lamar Woods, Jeff Topolski          | 26 sierpnia 2021 |          |
| 149 | 6  | The Set Up           | Maggie Carey     | Jess Dweck, Nick Perdue             | 26 sierpnia 2021 |          |
| 150 | 7  | Game of Boyles       |                  | Paul Welsh, Madeline Walter         | 2 września 2021  |          |
| 151 | 8  | Renewall             |                  | Stephanie A. Ritter, Beau Rawlins   | 2 września 2021  |          |
| 152 | 9  | The Last Day (cz. 1) |                  | Luke Del Tredici, Audrey E. Goodman | 16 września 2021 |          |
| 153 | 10 | The Last Day (cz. 2) |                  | Dan Goor                            | 16 września 2021 |          |